# ورزشگاه سن نیکولا

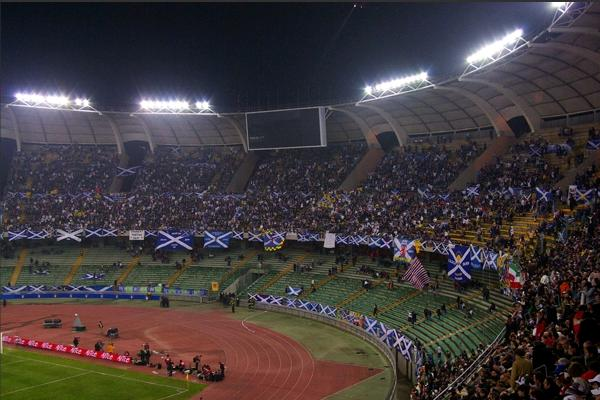
ورزشگاه سن نیکولا، میزبان دیدار تیم‌های ملی ایتالیا و اسکاتلند در مرحله مقدماتی یورو ۲۰۰۸ در سال ۲۰۰۷ میلادی

ورزشگاه سن نیکولا (به ایتالیایی: Stadio San Nicola) ورزشگاهی چندمنظوره در شهر باری در کشور ایتالیا است که توسط رنزو پیانو معمار برجسته ایتالیایی طراحی شده‌است. این ورزشگاه شبیه گلی با ۲۶ گلبرگ طراحی شده‌است.
ورزشگاه سن نیکولا در سال ۱۹۹۰ برای جام جهانی ۱۹۹۰ ساخته شد و میزبان ۵ دیدار از این مسابقات بود. این ورزشگاه همچنین میزبان دیدار فینال جام باشگاه‌های اروپا ۱۹۹۱ بین دو تیم ستاره سرخ بلگراد و المپیک مارسی بود.
بازی‌های خانگی باشگاه فوتبال باری از فصل ۹۱–۱۹۹۰ تاکنون در این ورزشگاه برگزار می‌شود.

## جام جهانی ۱۹۹۰
این ورزشگاه یکی از ورزشگاه‌های میزبان جام جهانی ۱۹۹۰ ایتالیا بود و ۵ مسابقه جام جهانی در این ورزشگاه برگزار گردید.
| تاریخ        | تیم۱               | نتیجه | تیم۲               | مرحله        |
| ------------ | ------------------ | ----- | ------------------ | ------------ |
| ۹ ژوئن ۱۹۹۰  | اتحاد جماهیر شوروی | ۰–۲   | رومانی             | گروه B       |
| ۱۴ ژوئن ۱۹۹۰ | کامرون             | ۲–۱   | رومانی             | گروه B       |
| ۱۸ ژوئن ۱۹۹۰ | کامرون             | ۰–۴   | اتحاد جماهیر شوروی | گروه B       |
| ۲۳ ژوئن ۱۹۹۰ | چکسلواکی           | ۴–۱   | کاستاریکا          | یک‌هشتم نهایی |
| ۷ ژوئیه ۱۹۹۰ | ایتالیا            | ۲–۱   | انگلستان           | رده‌بندی      |